# Boana
Boana es una género de anfibios anuros de la familia Hylidae. Se distribuyen en la zona tropical de América Central y del Sur desde Nicaragua hasta Argentina, así como en el Caribe (Trinidad y Tobago).  
Este género se recuperó en 2017, luego de una revisión de la familia Hylidae, que había reasignado a varias especies en el género Hypsiboas.

## Taxonomía
Comprende 97 especies:
- Boana aguilari (Lehr, Faivovich y Jungfer, 2010)
- Boana albomarginata (Spix, 1824)
- Boana albonigra (Nieden, 1923)
- Boana albopunctata Spix, 1824)
- Boana alemani (Rivero, 1964)
- Boana alfaroi (Caminer y Ron, 2014)
- Boana almendarizae (Caminer y Ron, 2014)
- Boana appendiculata (Boulenger, 1882)
- Boana atlantica (Caramaschi y Velosa, 1996)
- Boana balzani (Boulenger, 1898)
- Boana bandeirantes (Caramaschi y Cruz, 2013)
- Boana beckeri (Caramaschi y Cruz, 2004)
- Boana benitezi (Rivero, 1961)
- Boana bischoffi (Boulenger, 1887)
- Boana boans (Linnaeus, 1758) sinónimo Hypsiboas boans
- Boana botumirim (Caramaschi, Cruz y Nascimento, 2009)
- Boana buriti (Caramaschi y Cruz, 1999)
- Boana caiapo (Pinheiro, Cintra, Valdujo, Silva, Martins, Silva y Garcia, 2018)
- Boana caingua (Carrizo, 1991)
- Boana caipora (Antunes, Faivovich y Haddad, 2008)
- Boana calcarata (Troschel, 1848)
- Boana callipleura (Boulenger, 1902)
- Boana cambui (Pinheiro, Pezzuti, Leite, Garcia, Haddad y Faivovich, 2016)
- Boana cinerascens (Spix, 1824)
- Boana cipoensis (Lutz, 1968)
- Boana claresignata Lutz y Lutz, 1939)
- Boana clepsydra (Lutz, 1925)
- Boana cordobae (Barrio, 1965)
- Boana crepitans (Wied-Neuwied, 1824)
- Boana curupi (Garcia, Faivovich y Haddad, 2007)
- Boana cymbalum (Bokermann, 1963)
- Boana dentei (Bokermann, 1967)
- Boana diabolica (Fouquet, Martinez, Zeidler, Courtois, Gaucher, Blanc, Lima, Souza, Rodrigues y Kok, 2016)
- Boana ericae (Caramaschi y Cruz, 2000)
- Boana exastis (Caramaschi y Rodrigues, 2003)
- Boana faber Wied-Neuwied, 1821)
- Boana fasciata Günther, 1858)
- Boana freicanecae (Carnaval y Peixoto, 2004)
- Boana geographica (Spix, 1824)
- Boana gladiator Köhler, Koscinski, Padial, Chaparro, Handford, Lougheed y De la Riva, 2010)
- Boana goiana (Lutz, 1968)
- Boana gracilis (Melin, 1941)
- Boana guentheri (Boulenger, 1886)
- Boana heilprini (Noble, 1923)
- Boana hobbsi (Cochran y Goin, 1970)
- Boana hutchinsi (Pyburn y Hall, 1984)
- Boana icamiaba (Peloso, Oliveira, Sturaro, Rodrigues, Lima, Bitar, Wheeler y Aleixo, 2018)
- Boana jaguariaivensis (Caramaschi, Cruz y Segalla, 2010)
- Boana jimenezi (Señaris y Ayarzagüena, 2006)
- Boana joaquini (Lutz, 1968)
- Boana lanciformis (Cope, 1871)
- Boana latistriata (Caramaschi y Cruz, 2004)
- Boana lemai (Rivero, 1972)
- Boana leptolineata (Braun y Braun, 1977)
- Boana leucocheila (Caramaschi y Niemeyer, 2003)
- Boana lundii (Burmeister, 1856)
- Boana maculateralis (Caminer y Ron, 2014)
- Boana marginata (Boulenger, 1887)
- Boana marianitae (Carrizo, 1992)
- Boana melanopleura Boulenger, 1912)
- Boana microderma (Pyburn, 1977)
- Boana multifasciata (Günther, 1859)
- Boana nigra (Caminer y Ron, 2020)
- Boana nympha (Faivovich, Moravec, Cisneros-Heredia y Köhler, 2006)
- Boana ornatissima (Noble, 1923)
- Boana palaestes (Duellman, De la Riva y Wild, 1997)
- Boana paranaiba (Carvalho, Giaretta y Facure, 2010)
- Boana pardalis (Spix, 1824)
- Boana pellucens (Werner, 1901)
- Boana phaeopleura (Caramaschi y Cruz, 2000)
- Boana picturata (Boulenger, 1899)
- Boana poaju (Garcia, Peixoto y Haddad, 2008)
- Boana polytaenia (Cope, 1870)
- Boana pombali (Caramaschi, Pimenta y Feio, 2004)
- Boana prasina (Burmeister, 1856)
- Boana pugnax (Schmidt, 1857)
- Boana pulchella (Duméril y Bibron, 1841)
- Boana punctata (Schneider, 1799)
- Boana raniceps (Cope, 1862)
- Boana rhythmica (Señaris y Ayarzagüena, 2002)
- Boana riojana (Koslowsky, 1895)
- Boana roraima (Duellman y Hoogmoed, 1992)
- Boana rosenbergi (Boulenger, 1898)
- Boana rubracyla (Cochran y Goin, 1970)
- Boana rufitela (Fouquette, 1961)
- Boana secedens (Lutz, 1963)
- Boana semiguttata (Lutz, 1925)
- Boana semilineata (Spix, 1824)
- Boana sibleszi (Rivero, 1972)
- Boana steinbachi (Boulenger, 1905)
- Boana stellae (Kwet, 2008)
- Boana stenocephala (Caramaschi y Cruz, 1999)
- Boana tepuiana (Barrio-Amorós y Brewer-Carias, 2008)
- Boana tetete (Caminer y Ron, 2014)
- Boana ventrimaculata Caminer y Ron, 2020
- Boana wavrini (Parker, 1936)
- Boana xerophylla (Duméril y Bibron, 1841)